# 恢复出厂设置
恢复出厂设置是一種通过清除设备（例如智能手機）上存储的所有信息（任何数据、设置和非系統应用程序）並将电子设备恢复到其原始系统状态的软件。實施恢复出厂设置通常是为了修复设备的问题。
由于恢复出厂设置需要删除设备中存储的所有數據和信息，因此它与格式化硬盘的概念有些相似。不過對智能手機恢復出廠設置時操作系統以及操作系統上预先安装的系統程序以及外置存储卡（如microSD）上的数据不会被删除。 